# Dolgi
Dolgi (rus. остров До́лгий, što znači "Dugi otok") je otok u Pečorskom moru, sjeverozapadno od Hajpudirskog zaljeva. Krajolik otoka je relativno ravan s malim jezerima i dijelovima tundre.
Ovaj otok ne treba brkati s drugim otocima pod nazivom "Dolgy", od kojih se jedan nalazi u samom Barentsovom moru u zaljevu jugoistočno od Khodovarikhe, a drugi u Kareliji. Otok Dikson također se ranije zvao "Dolgy".

## Opis
Južni vrh otoka Dolgi nalazi se samo 12 km od kopna Zapadnosibirske nizine Dug i uzak, proteže se otprilike od sjeverozapada prema jugoistoku i iznosi 38 km u duljinu, s prosječnom širinom od 2.8 km.
Ovaj je otok administrativno dio Nenetskog autonomnog okruga, autonomnog okruga Arkhangelske oblasti.

### Susjedni otoci
U blizini Dolgyja na oba njegova kraja nalaze se manji otočići koji su produžetak iste podmorske strukture.
- Otok Matvejev, koji se nalazi na sjeveru.
- Golec, mali otočić smješten SZ od sjevernog vrha.
- Bolšoj Zelenec i Maly Zelenec, smješteni na jugu, između Dolgija i kopna.

## Povijest
Stepan Malygin krenuo je na putovanje s otoka Dolgi 1736. – 1737. U ovoj ranoj ekspediciji bila su dva broda, Pervy, pod Malyginom i Vtoroy pod zapovjedništvom kapetana A. Skuratov. Nakon što su ušli u malo istraženo Karsko more, otplovili su do ušća rijeke Ob.
Malygin je pažljivo promatrao ta do tada gotovo nepoznata područja ruske arktičke obale. S tim znanjem uspio je nacrtati prvu donekle točnu kartu arktičkih obala između rijeka Pechora i Ob.